# Крейчи, Ярослав (младший)
Я́рослав Кре́йчи-младший (чеш. Jaroslav Krejčí ml.; 13 февраля 1916, Полешовице, Моравия, Австро-Венгрия — 16 февраля 2014, Ланкастер, Англия, Великобритания) — чешский социолог, юрист, политик.

## Биография
Родился в семье молодого юриста Ярослава Крейчи, будущего известного политика. Учился на юридическом факультете Карлова университета в Праге, после чего занимался исследованиями по макроэкономике. С 1936 г. был активистом Чешской социал-демократической партии. Во время 2-й мировой войны участвовал в подпольном движении, за что после войны был отмечен военными наградами. Его отец, Ярослав Крейчи-старший, занимал должность главы оккупационного правительства, но знал о деятельности сына и скрывал её от немецких властей; после войны осуждён и умер в тюрьме.
По окончании войны Ярослав Крейчи-младший работал в Госплане Чехословакии, где в 1947 г. создал группу социал-демократов, противостоявших принятию первого пятилетнего плана, который лоббировали коммунисты. В период 1946—1951 гг. работал в Высшем политическом и социальном училище, где с 1947 г. имел должность доцента, а в 1949—1952 гг. работал в Высшей экономической школе в Праге. После слияния социал-демократической партии с коммунистической отказался вступить в компартию, работал в Чехословацком государственном банке.
В 1954 г. арестован по обвинению в государственной измене, приговорён к 10 годам лишения свободы, освобождён по амнистии в 1960 г. В августе 1968 г., сразу после подавления Пражской весны, бежал в Великобританию. С 1969 г. преподавал комплексную дисциплину (социология, экономика, история, право и политология) в Ланкастерском университете в Великобритании, профессором которого стал в 1976 г.
С 1990 г. вновь в Чехословакии, участвовал в деятельности возрождённой социал-демократической партии.